# Signario de Bolvir
El signario de Bolvir  (Bolvir, Gerona) es un signario ibérico nororiental dual realizado sobre una roca al aire libre que fue identificado en 2012. Esta inscripción forma parte de un conjunto de más de treinta rocas repartidas por los diferentes municipios de la Cerdaña que contienen más de un centenar de inscripciones ibéricas. El signario está escrito de derecha a izquierda, a la inversa de lo habitual, y solo se conserva la primera mitad. Su cronología paleográfica aproximada podría estar entre finales del siglo III a. C. o principios del siglo II a. C. El signario está organizado por parejas de variantes de un mismo signo, donde siempre la variante que lleva un trazo más, la variante compleja, la sorda en el caso de las oclusivas dentales y velares, aparece ante la variante simple, la sonora en el caso de las oclusivas dentales y velares.

kugubabitadakogotede[-]tuduŕutiditodo+[

Unos años antes ya habían aparecido otros dos signarios de características similares, el signario del Castellet de Bernabé y el signario del Tos Pelat, que no solo presentan dualidades en las oclusivas dentales y velares, sino también en las vocales y en algunas consonantes continuas. Simultáneamente se publicó el signario de Ger, también rupestre, que como el de Ger solo presenta dualidades en las oclusivas dentales y velares.
El orden de los signos no coincide exactamente con ninguno de los otros signarios ibéricos conocidos ni tampoco con el que se derivaría del signario de Espanca, del grupo meridional, que era el único signario paleohispánico conocido hasta la aparición de los signarios ibéricos. Su presencia en una inscripción rupestre no parece que estuviera motivada por actividades relacionadas con el aprendizaje de la escritura, sino que se piensa que podría tener una función votiva, como ocurre con abecedarios de epigrafías contemporáneas a la ibérica.